# هو مان فاي
هو مان فاي (بالصينية: 何文辉) (24 أبريل 1993 بماكاو في الصين - ) هو لاعب كرة قدم صيني في مركز حراسة المرمى. شارك مع منتخب ماكاو لكرة القدم. أما مع النوادي، فقد لعب مع نادي تاي بو.

## وصلات خارجية
- هو مان فاي على موقع قاعدة بيانات كرة القدم.إي يو (الإنجليزية)
- هو مان فاي على موقع ناشيونال فوتبول تيمز (الإنجليزية)